# Tương Lai (phó giáo sư)
Phó Giáo sư Tương Lai (sinh năm 1936 tại Thừa Thiên – Huế), tên thật là Nguyễn Phước Tương, là một nhà nghiên cứu xã hội học, văn hóa, nhân vật bất đồng chính kiến của Việt Nam. Ông hiện sinh sống tại Thành phố Hồ Chí Minh.

## Sự nghiệp
- Năm 1986, ông là Phó Viện trưởng, Viện Xã hội học Việt Nam
- 1988–1999, ông là Viện trưởng, Viện Xã hội học Việt Nam
- 1989–2000, ông vừa cũng kiêm nhiệm Tổng biên tập Tạp chí Xã hội học
- 1990–2006, ông là thành viên nhóm tư vấn các thủ tướng Việt Nam là Võ Văn Kiệt và Phan Văn Khải.
- Trong nhiều năm qua, ông thường xuyên viết các bài báo, phát biểu về các chủ đề văn hóa xã hội của Việt Nam, với hàng trăm bài viết về phát triển, hội nhập, giáo dục, văn hóa,... và được đánh giá là sắc sảo và thẳng thắn trên các báo, tạp chí[2]
- Năm 2007, ông cùng với một số vị trí thức tên tuổi khác của Việt Nam như Hoàng Tụy, Nguyễn Quang A,...sáng lập nên Viện Nghiên cứu Phát triển – IDS, một viện nghiên cứu tư nhân đầu tiên ở Việt Nam với vai trò nghiên cứu chính sách và phản biện.
- Sau khi viện nghiên cứu IDS tự giải thể vào tháng 9 năm 2009 để phản đối quyết định số 97/2009/QĐ-TTg, ông tiếp tục đóng góp các bài viết phản biện trên tư cách cá nhân về chính trị, xã hội[3], giáo dục[4]

## Ý kiến
Theo BBC Việt ngữ, ngày 9.12.2015, ông cùng với 126 người khác, trong đó có các nhân vật như Nhà nghiên cứu Nguyễn Đình Đầu, Thiếu tướng Nguyễn Trọng Vĩnh, TS Nguyễn Quang A, GS Nguyễn Huệ Chi, GS Hoàng Tụy, GS Nguyễn Đình Cống, TS Lê Đăng Doanh, Huỳnh Tấn Mẫm, Hồ Ngọc Nhuận, GS Trần Văn Thọ, GS Nguyễn Đăng Hưng, Đại sứ Nguyễn Trung, GS Phạm Xuân Yêm..., đã gửi một bức thư ngỏ đến Bộ Chính trị, Ban Chấp hành Trung ương khóa XI, các đại biểu dự Đại hội lần thứ XII và toàn thể đảng viên Đảng Cộng sản Việt Nam. Bức thư đề nghị "đổi tên đảng (không gọi là Đảng Cộng sản); đổi tên nước (không gọi là Cộng hòa xã hội chủ nghĩa); trả lại tự do cho những người khác chính kiến đang bị giam giữ; chấm dứt sự trấn áp và ngăn chặn nhân dân thực hiện quyền tự do dân chủ theo Hiến pháp" đồng thời nêu ý kiến "Thực tiễn của nước ta cũng như trải nghiệm của nhiều nước trên thế giới đã cho thấy rõ sai lầm và thất bại của đường lối xây dựng chủ nghĩa xã hội theo chủ nghĩa Mác – Lênin".